# Праздники Гватемалы
Это список государственных праздников в Гватемале.

## Государственные праздники
Гватемальский Трудовой кодекс признает следующие даты, как праздничные дни с оплачиваемым отпуском:
- 1 января: Новый год

- Март/апрель четверг, пятница и суббота: Пасха, Страстная неделя

- 1 мая: Международный день трудящихся, известный также, как День труда

- 30 июня: День вооружённых сил

- 15 сентября: День независимости

- 20 октября: День революции

- 1 ноября: День всех святых

- 24 декабря: Сочельник

- 25 декабря: Рождество

- 31 декабря: Канун Нового года

- Местный праздник (Каждая деревня или город имеют своего святого покровителя, день которого празднуют обычно с большим размахом, начиная с музыкальных представлений и церковных служб, и заканчивая различными праздничными процессиями и фейерверками)[3].